# Nederlandse kampioenschappen schaatsen afstanden 2019 - 1000 meter mannen
De 1000 meter mannen op de Nederlandse kampioenschappen schaatsen afstanden 2019 werd gereden op zondag 30 december 2018 in ijsstadion Thialf te Heerenveen. Er namen vierentwintig mannen deel.

## Statistieken

### Uitslag
| Positie | Schaatser             | Paar | Baan | Tijd       |
| ------- | --------------------- | ---- | ---- | ---------- |
| Goud    | Kjeld Nuis            | 12   | O    | 1:08.16    |
| Zilver  | Thomas Krol           | 11   | O    | 1:08.26    |
| Brons   | Kai Verbij            | 11   | I    | 1:08.54    |
| 4       | Hein Otterspeer       | 10   | O    | 1:09.16    |
| 5       | Pim Schipper          | 7    | I    | 1:09.43    |
| 6       | Dai Dai Ntab          | 9    | I    | 1:09.80    |
| 7       | Lennart Velema        | 12   | I    | 1:09.81    |
| 8       | Ronald Mulder         | 1    | O    | 1:09.83    |
| 9       | Gijs Esders           | 10   | I    | 1:10.11    |
| 10      | Wesly Dijs            | 4    | I    | 1:10.25    |
| 11      | Martijn van Oosten    | 8    | I    | 1:10.41    |
| 12      | Louis Hollaar         | 4    | O    | 1:10.47    |
| 13      | Aron Romeijn          | 8    | O    | 1:10.59    |
| 14      | Mika van Essen        | 6    | O    | 1:10.76    |
| 15      | Tijmen Snel           | 9    | O    | 1:10.92    |
| 16      | Michel Mulder         | 7    | O    | 1:11.01    |
| 17      | Joost van Dobbenburgh | 3    | O    | 1:11.08 PR |
| 18      | Joost Born            | 6    | I    | 1:11.10    |
| 19      | Jan Smeekens          | 2    | I    | 1:11.20    |
| 20      | Tom Kant              | 1    | I    | 1:11.35    |
| 21      | Janno Botman          | 5    | O    | 1:12.00    |
| 22      | Joep Kalverdijk       | 2    | O    | 1:12.86    |
| 23      | Stef Brandsen         | 3    | I    | 1:12.92    |
| 24      | Thijs Govers          | 5    | I    | 1:13.05    |

Bron:
Scheidsrechter: D. Melis. Assistent: F. Zwitser 
 Starter: J. Rosing 

Start: 18:15:00uur. Einde: 17:35:04

### Loting
| Rit | Binnenbaan         | Buitenbaan            |
| --- | ------------------ | --------------------- |
| 1   | Tom Kant           | Ronald Mulder         |
| 2   | Jan Smeekens       | Joep Kalverdijk       |
| 3   | Stef Brandsen      | Joost van Dobbenburgh |
| 4   | Wesly Dijs         | Louis Hollaar         |
| 5   | Thijs Govers       | Janno Botman          |
| 6   | Joost Born         | Mika van Essen        |
| 7   | Pim Schipper       | Michel Mulder         |
| 8   | Martijn van Oosten | Aron Romeijn          |
| 9   | Dai Dai Ntab       | Tijmen Snel           |
| 10  | Gijs Esders        | Hein Otterspeer       |
| 11  | Kai Verbij         | Thomas Krol           |
| 12  | Lennart Velema     | Kjeld Nuis            |

1987 · 
1988 · 
1989 · 
1990 · 
1991 · 
1992 · 
1993 · 
1994 · 
1995 · 
1996 · 
1997 · 
1998 · 
1999 · 
2000 · 
2001 · 
2002 · 
2003 · 
2004 · 
2005 · 
2006 · 
2007 · 
2008 · 
2009 · 
2010 · 
2011 · 
2012 · 
2013 · 
2014 · 
2015 · 
2016 · 
2017 · 
2018 · 
2019 · 
2020 · 
2021 · 
2022 · 
2023 · 
2024 · 
2025